# 李伟 (1963年)
李伟（1963年5月—），男，北京人，中华人民共和国政治人物。曾任北京市人民政府办公厅党组成员、副主任、北京市人民政府副秘书长、办公厅党组副书记、常务副主任、中共北京市委副秘书长、市委政法常务副书记、北京市人民政府秘书长、市政府办公厅主任、北京市政协副主席等职。

## 生平
1982年12月参加工作，1987年1月加入中国共产党。
2020年8月25日，中央纪委国家监委网站宣布，李伟涉嫌严重违纪违法，正在接受紀律審查和監察調查。李伟此前最后公开露面在2020年8月17日。被查前，李伟的前下属北京市政府原副秘书长林向阳被查，北京市政府原副秘书长王晓明也于2018年5月坠楼身亡。
2021年1月11日，中央纪委国家监委宣布，经立案审查调查、中央纪委常委会会议研究并报中共中央批准，决定对李伟处以开除党籍和开除公职处分，终止其北京市第十二次党代会代表资格，收缴违纪违法所得，涉嫌犯罪问题移送检察机关依法审查起诉。1月26日，最高人民检察院依法以涉嫌受贿罪，决定对李伟实施逮捕。9月7日，天津市第二中级人民法院一审公开开庭审理李伟受贿一案。天津市人民检察院第二分院指控：2001年7月至2019年10月，被告人李伟利用职务之便，为相关单位和个人在房地产开发、煤炭购销等事项上提供帮助，非法收受他人给予的财物共计折合人民币3296.3481万元。提请以受贿罪追究被告人李伟的刑事责任。李伟当庭表示认罪悔罪。法庭没有当庭宣判。2022年3月18日，天津市第二中级人民法院一审公开宣判，以受贿罪判处李伟有期徒刑九年，并处罚金人民币一百万元；对李伟受贿所得财物及其孳息依法予以追缴，上缴国库。